# Неборячок, Фёдор Матвеевич
Федор Матвеевич Неборячо́к (укр. Федір Матвійович Неборячок; 17 августа 1919, Михайловка, Гайсинский район — 19 февраля 2003, Михайловка, Винницкая область) — украинский советский литературовед, переводчик. Кандидат филологических наук (1952).

## Биография
Родился 17 августа 1919 года в селе Михайловка (ныне Гайсинского района Винницкой области).
Окончил школу в родном селе. В 1934 году поступил на рабфак при Киевском лесотехническом институте. В 1937 году поступил на филологический факультет Одесского государственного университета, где проучился три курса, а затем перевёлся во Львовский государственный университет. С началом немецко-советской войны работал вахтером на одном из военных заводов в Ташкенте, затем восстановился в эвакуированном Одесском университете, который и окончил в 1943 году.
В 1943—1946 годах — сначала курсант Ашхабадского военного училища, затем офицер действующей армии, участник Второй мировой войны.
В 1946—1949 годах — аспирант Львовского государственного университета, в котором и работал в 1949—1971 годах — в 1949—1953 годах преподавателем, в 1953—1960 годах доцентом, а в 1960—1971 годах заведующим кафедрой украинской литературы.
В 1971—1973 годах — заведующий отделом украинской литературы Института общественных наук АН УССР.
В 1965—1973 годах также ответственный редактор сборника «Украинское литературоведение».
В 1973—1981 годах — проректор по научной работе и одновременно до 1982 года доцент кафедры украинской литературы Полтавского педагогического института.
С 1982 года на пенсии.
Скончался 19 февраля 2003 года в родном селе.
Владел польским, болгарским, белорусским и русским языками.
Перевел на украинский язык с болгарского романы «Птицы прилетают к нам» («болг. Птици долитат при нас», 1960) и «Жизнь за жизнь» (болг. Живот за живота, 1972) Петра Славинского, повесть «Ленко» Г. Караславова (1961), роман «Билет до Бретани» (болг. Билет за Бретан) И. Давидкова (1983); с русского — роман «Картина» и повесть «Дождь в чужом городе» Д. Гранина (1983).
Печатался в журналах «Радянський Львів», «Жовтень», «Зміна», «Вітчизна», «Українське літературознавство», «Литературное обозрение».
Исследовал творчество Максима Рыльского, Степана Тудора, Ярослава Галана, Ивана Франко, украинские переводы Александра Пушкина.

## Основные труды
- Максим Рильський: Літературно-критичний нарис. Львів, 1955;
- О. С. Пушкін українською мовою. Львів, 1958;
- Заповіти братерства і дружби народів. Львів, 1961.